# Abdoulaye Diaby
Abdoulaye Diaby (* 4. Juli 2000 in Bamako) ist ein malischer Fußballspieler. Der Innenverteidiger steht seit 2023 beim FC St. Gallen unter Vertrag und ist Nationalspieler seines Landes.

## Karriere

### Im Verein
Abdoulaye Diaby begann seine Karriere in seiner Geburtsstadt Bamako in der Jugend des malischen Rekordmeisters Djoliba AC. Im Frühjahr 2018 nahm er mit der Herrenmannschaft des Vereins dort am CAF Confederation Cup teil. Im Alter von 18 Jahren wechselte Diaby 2018 nach Europa, wo er ein Angebot des belgischen Erstligisten Royal Antwerpen annahm. In der folgenden Saison 2018/19 spielte der großgewachsene Verteidiger dort jedoch nur in der Reservemannschaft des Vereins. Im Sommer 2019 wurde er für ein Jahr an den Zweitligisten Sporting Lokeren ausgeliehen. Bis zur Insolvenz des Vereins sowie dem vorzeitigen Abbruch der Saison aufgrund der COVID-19-Pandemie im Frühjahr 2020 absolvierte er dort neun Ligaspiele und kehrte anschließend nach Antwerpen zurück, wo er sich in der Folge jedoch erneut nicht durchsetzen konnte. Im Sommer 2021 wechselte Diaby daraufhin nach Ungarn zum dortigen Erstligisten Újpest Budapest, bei dem er sich in der Folge als Stammspieler in der Innenverteidigung etablieren konnte. 2023 verpflichtete ihn der Schweizer Superligist FC St. Gallen, bei dem er einen Zweijahresvertrag unterschrieb.

### Nationalmannschaft
Im Mai 2017 gewann Diaby mit der malischen U17-Nationalmannschaft als Stammspieler die U17-Afrikameisterschaft. Er selbst wurde zum besten Spieler des Turniers gewählt. Im Oktober desselben Jahres nahm er mit der Mannschaft an der U17-Weltmeisterschaft teil, bei der die Mannschaft den vierten Platz erreichte, und bestritt während des Turniers fünf der insgesamt sieben Spiele.
Mit der U20-Nationalmannschaft gewann Diaby im Februar 2019 erneut die Afrikameisterschaft in seiner Altersklasse. Er selbst kam während des Turniers zu zwei Einsätzen, als er das Halbfinale gegen Nigeria und das Finale gegen den Senegal jeweils über die komplette Spieldauer bestritt. Im Sommer desselben Jahres nahm er mit der Mannschaft als Stammspieler auch an der U20-Weltmeisterschaft 2019 teil, bei der die Mannschaft im Viertelfinale gegen Italien ausschied.
Im März 2024 wurde Diaby erstmals in den Kader der A-Nationalmannschaft berufen und bestritt beim anschließenden Freundschaftsspiel gegen Mauretanien sein erstes Länderspiel.

### Erfolge
- U17-Afrikameister: 2017
- U20-Afrikameister: 2019
- Auszeichnung als bester Spieler der U17-Afrikameisterschaft 2017[4]

## Trivia
Diabys Werdegang auf seiner ersten Auslandsstation in Belgien war Gegenstand des vom Fernsehsender Al Jazeera produzierten Dokumentarfilms Diaby: The Away Game (deutsch: Diaby: Das Auswärtsspiel), der im Januar 2022 veröffentlicht wurde.